# Veľká Lehota
Veľká Lehota (bis 1927 slowakisch „Veľká Lehôta“; deutsch Großhau oder Großhay, ungarisch Nagyülés – bis 1888 Nagylehota) ist eine Gemeinde in der Mittelslowakei.
Sie liegt nordwestlich der Stadt Nová Baňa im Gebirge Pohronský Inovec zwischen den Bergen Vojšín (819 m), Veľký Inovec (901 m) und Háj (616 m) auf einer Höhe von 576 m über dem Meeresspiegel. Umgeben ist die Gemeinde von Eichen- und Buchenwäldern. Sie verfügt über 1350 Einwohner.

## Geschichte
Gegründet wurde der Ort zur Zeit von Matthäus Csák in der Nähe einer Benediktinerabtei. Erstmals erwähnt wurde er in der von Ludwig I. 1345 ausgestellten Gründungsurkunde der Stadt Nová Baňa als „Nova plantaio“. 1424 wurde Veľká Lehota zusammen mit Malá Lehota durch den damaligen König von Ungarn und Kaiser des Heiligen Römischen Reiches Sigismund als zugehörig zu der Burg Hrušov verschenkt. Diese Zugehörigkeit ergibt sich auch aus Urkunden aus den Jahren 1467, 1468 und 1504. Später gehörte die Gemeinde zur Herrschaft der Eigentümer des Schlosses Topoľčianky.
1780 wurde eine Kapelle errichtet, die 1809 zu einer dem Heiligen Martin geweihten Kirche ausgebaut wurde. Gleichzeitig wurden das Pfarrhaus und die benachbarte katholische Volksschule errichtet. Erst 1927/1928 wurde eine staatliche Volksschule errichtet. 1925 bis 1938 kam es zu einer Abwanderung, wobei die abgewanderten Einwohner später häufig wieder zurückkehrten.

## Bevölkerung
| Jahr                | 1994 | 2004    | 2014    | 2024     |
| ------------------- | ---- | ------- | ------- | -------- |
| Anzahl der Personen | 1296 | 1253    | 1139    | 1009     |
| Unterschied         |      | −3,31 % | −9,09 % | −11,41 % |

| Jahr                | 2023 | 2024    |
| ------------------- | ---- | ------- |
| Anzahl der Personen | 1018 | 1009    |
| Unterschied         |      | −0,88 % |

## Weblink
- Infoseite zum Ort auf Slowakisch